# Julie Madeley
Julie Madeley (18 de enero de 1964) es una deportista neozelandesa que compitió en judo. Ganó una medalla de plata en el Campeonato de Oceanía de Judo de 1979, en la categoría de –66 kg.

## Palmarés internacional
| Campeonato de Oceanía | Campeonato de Oceanía   | Campeonato de Oceanía | Campeonato de Oceanía |
| Año                   | Lugar                   | Medalla               | Categoría             |
| --------------------- | ----------------------- | --------------------- | --------------------- |
| 1979                  | Rotorua (Nueva Zelanda) | Medalla de plata      | –66 kg                |